# Mel Martínez
Melquiades Rafael "Mel" Martínez (Sagua la Grande, Cuba, 23 de octubre de 1946 como Melquíades Rafael Martínez Ruiz) es un político estadounidense, actualmente el Senador júnior por el Estado de Florida y el director general del Partido Republicano. Anteriormente, Martínez fue Secretario de Vivienda y Desarrollo Urbano de los Estados Unidos durante la administración del Presidente George W. Bush. Es de fe católica.